# Ministerium für territorialen Zusammenhalt und Beziehungen zu den lokalen Behörden

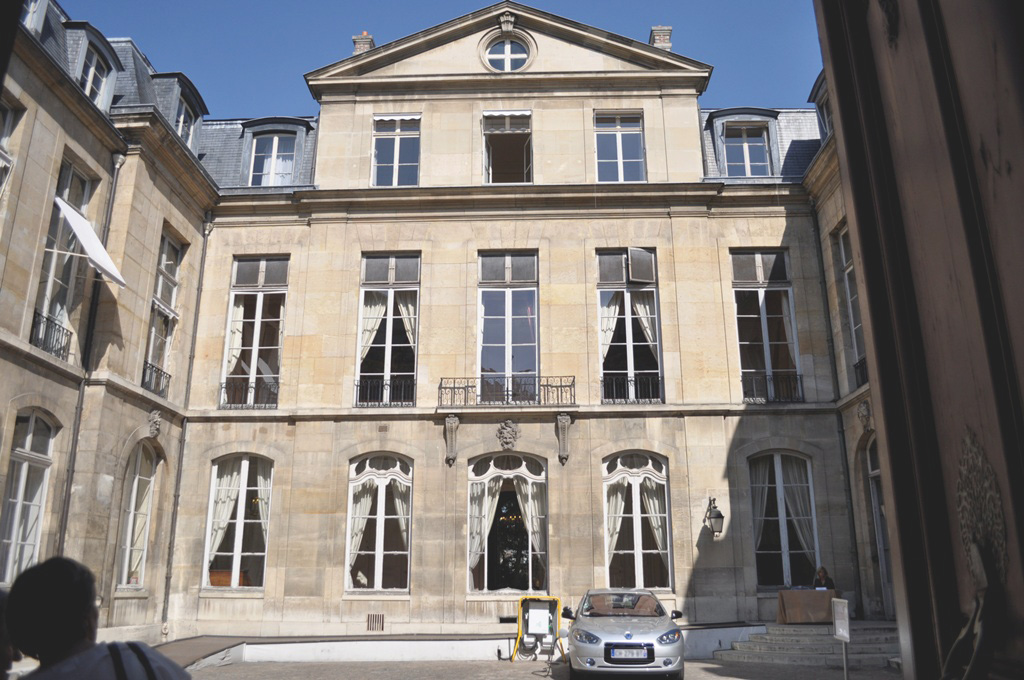
Sitz des Ministeriums im Hôtel de Castries

Das Ministerium für territorialen Zusammenhalt und Beziehungen zu den lokalen Behörden (französisch Ministère de la Cohésion des territoires et des Relations avec les collectivités territoriales) ist eines der Ministerien der französischen Regierung. Es hat seinen Sitz im Hôtel de Castries in Paris. Amtierende Ministerin ist seit Mai 2022 Amélie de Montchalin.

## Aufgaben
- Kohäsion
- Regionalplanungspolitik
- Raumordnung
- Beziehungen zu lokalen Behörden
- Städtebau und Wohnungswesen
- Förderung des ländlichen Raum

## Geschichte

### Ministerium für Regionalentwicklung und Wohnungswesen (2014–2016)
Unter der Präsidentschaft von François Hollande bereitet Sylvia Pinel, Ministerin für Wohnen und Regionalentwicklung, die Regierungspolitik für eine ausgewogene territoriale Entwicklung vor und setzt sie um. Das Ministerium garantiert den wirtschaftlichen und sozialen Zusammenhalt der Hauptstadtregion und der anderen Territorien, zu denen die wichtigsten Infrastrukturen und öffentlichen Dienstleistungen beitragen sollen. Es sorgte für den Abbau territorialer Ungleichheiten, insbesondere im Wohnungswesen. Es war verantwortlich für die Politik zur Bekämpfung von Ungleichheiten zwischen Stadtteilen in städtischen Gebieten. Am 31. März 2014 wurde das Generalkommissariat für die Gleichheit der Territorien geschaffen.

### Ministerium für territorialen Zusammenhalt (seit 2017)
Unter der Präsidentschaft von Emmanuel Macron ist das Ministerium für territorialen Zusammenhalt verantwortlich für die Politik des territorialen Zusammenhalts, Stadtplanung und Entwicklungen, Wohnungs- und Baupolitik sowie den Kampf gegen Prekarität und Ausgrenzung. 2019 wurde die Nationale Agentur für territorialen Zusammenhalt gegründet.